# Balanophyllia cumingii
Balanophyllia cumingii är en korallart som beskrevs av Milne Edwards och Jules Haime 1848. Balanophyllia cumingii ingår i släktet Balanophyllia och familjen Dendrophylliidae. Inga underarter finns listade i Catalogue of Life.